# Anthony Storr
Pour les articles homonymes, voir Storr.
Anthony Storr (18 mai 1920–17 mars 2001) était un auteur et psychiatre britannique. Né à Londres, étant enfant il dut endurer le lourd traumatisme des internats au début du XXe siècle. Il a été éduqué à Winchester, Christ's College, l'Université de Cambridge et au Westminster Hospital. Il obtient son diplôme de doctorat en 1944, et se spécialise en psychiatrie. Storr était connu pour ses portraits psychanalytiques et ses figures historiques.
Storr se marie deux fois, avec Catherine Cole en 1942 et avec l'écrivain Catherine Peters en 1970 après le premier mariage qui a fini en divorce.